# Battle Born
Battle Born is het vierde studioalbum van de Amerikaanse rockband The Killers en kwam uit op 18 september 2012. De titel van het album is te zien op de Vlag van Nevada. Op 11 september 2012 lekte het album op internet uit.

## Achtergrond
De band nam een tijdelijke pauze, nadat de Day & Age World Tour in januari 2010 eindigde. In mei 2011 gingen ze weer aan de slag in hun eigen studio in Las Vegas. Na een jaar van opnemen maakte de band bekend dat het album Battle Born ging heten.
The Killers kregen hulp bij het opnemen van het album van Steve Lillywhite, Damian Taylor, Brendan O'Brien, Stuart Price en Daniel Lanois. Het album is gemixt door Alan Moulder, die ook al aan de eerste twee albums heeft meegewerkt.

## Tracklist
| 1.                 | Flesh and Bone            |                            |                                                | 3:59 |
| 2.                 | Runaways                  | The Killers                | The Killers, Brendan O'Brien, Steve Lillywhite | 4:04 |
| 3.                 | The Way It Was            |                            |                                                | 3:51 |
| 4.                 | Here with Me              |                            | O'Brien                                        | 4:52 |
| 5.                 | A Matter of Time          |                            | Damian Taylor                                  | 4:11 |
| 6.                 | Deadlines and Commitments |                            |                                                | 4:22 |
| 7.                 | Miss Atomic Bomb          |                            |                                                | 4:53 |
| 8.                 | The Rising Tide           |                            |                                                | 4:17 |
| 9.                 | Heart of a Girl           | The Killers, Daniel Lanois | The Killers, Lanois                            | 4:34 |
| 10.                | From Here on Out          |                            |                                                | 2:27 |
| 11.                | Be Still                  |                            |                                                | 4:33 |
| 12.                | Battle Born               |                            |                                                | 5:13 |
| Totale duur: 51:16 |                           |                            |                                                |      |

## Hitnoteringen

### NederlandseAlbum Top 100
| Hitnotering: 22-09-2012 t/m | Hitnotering: 22-09-2012 t/m | Hitnotering: 22-09-2012 t/m | Hitnotering: 22-09-2012 t/m | Hitnotering: 22-09-2012 t/m | Hitnotering: 22-09-2012 t/m | Hitnotering: 22-09-2012 t/m | Hitnotering: 22-09-2012 t/m | Hitnotering: 22-09-2012 t/m | Hitnotering: 22-09-2012 t/m | Hitnotering: 22-09-2012 t/m | Hitnotering: 22-09-2012 t/m | Hitnotering: 22-09-2012 t/m | Hitnotering: 22-09-2012 t/m | Hitnotering: 22-09-2012 t/m | Hitnotering: 22-09-2012 t/m | Hitnotering: 22-09-2012 t/m | Hitnotering: 22-09-2012 t/m | Hitnotering: 22-09-2012 t/m | Hitnotering: 22-09-2012 t/m | Hitnotering: 22-09-2012 t/m |
| Week:                       | 1                           | 2                           | 3                           | 4                           | 5                           | 6                           | 7                           | 8                           | 9                           | 10                          | 11                          | 12                          | 13                          | 14                          | 15                          | 16                          | 17                          | 18                          | 19                          | 20                          |
| --------------------------- | --------------------------- | --------------------------- | --------------------------- | --------------------------- | --------------------------- | --------------------------- | --------------------------- | --------------------------- | --------------------------- | --------------------------- | --------------------------- | --------------------------- | --------------------------- | --------------------------- | --------------------------- | --------------------------- | --------------------------- | --------------------------- | --------------------------- | --------------------------- |
| Positie:                    | 7                           | 14                          | 31                          | 40                          | 46                          | 66                          | 70                          |                             |                             |                             |                             |                             |                             |                             |                             |                             |                             |                             |                             |                             |

### VlaamseUltratop 200Albums
| Hitnotering: 22-09-2012 t/m | Hitnotering: 22-09-2012 t/m | Hitnotering: 22-09-2012 t/m | Hitnotering: 22-09-2012 t/m | Hitnotering: 22-09-2012 t/m | Hitnotering: 22-09-2012 t/m | Hitnotering: 22-09-2012 t/m | Hitnotering: 22-09-2012 t/m | Hitnotering: 22-09-2012 t/m | Hitnotering: 22-09-2012 t/m | Hitnotering: 22-09-2012 t/m | Hitnotering: 22-09-2012 t/m | Hitnotering: 22-09-2012 t/m | Hitnotering: 22-09-2012 t/m | Hitnotering: 22-09-2012 t/m | Hitnotering: 22-09-2012 t/m | Hitnotering: 22-09-2012 t/m | Hitnotering: 22-09-2012 t/m | Hitnotering: 22-09-2012 t/m | Hitnotering: 22-09-2012 t/m | Hitnotering: 22-09-2012 t/m |
| Week:                       | 1                           | 2                           | 3                           | 4                           | 5                           | 6                           | 7                           | 8                           | 9                           | 10                          | 11                          | 12                          | 13                          | 14                          | 15                          | 16                          | 17                          | 18                          | 19                          | 20                          |
| --------------------------- | --------------------------- | --------------------------- | --------------------------- | --------------------------- | --------------------------- | --------------------------- | --------------------------- | --------------------------- | --------------------------- | --------------------------- | --------------------------- | --------------------------- | --------------------------- | --------------------------- | --------------------------- | --------------------------- | --------------------------- | --------------------------- | --------------------------- | --------------------------- |
| Positie:                    | 13                          | 6                           | 13                          | 19                          | 31                          | 31                          | 47                          |                             |                             |                             |                             |                             |                             |                             |                             |                             |                             |                             |                             |                             |